# Maldane glebiflex
Maldane glebiflex är en ringmaskart som beskrevs av Grube 1860. Maldane glebiflex ingår i släktet Maldane, och familjen Maldanidae. Arten har ej påträffats i Sverige.